# Taiwans solidaritetsförbund

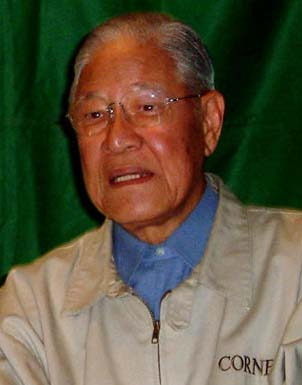
Lee Teng-hui

Taiwans solidaritetsförbund är ett politiskt parti i Republiken Kina (Taiwan), bildat 24 juli 2001 av anhängare till den förre presidenten Lee Teng-hui.
Solidaritetsförbundet kämpar aktivt för att Taiwan ska förklara sig som en självständig stat och söka internationellt erkännande som sådan.
Man är en del av oppositionsalliansen Pan-gröna koalitionen.